# Ugo Pignetti
Ugo Pignetti (Torino, 26 gennaio 1878 – Roma, 3 febbraio 1968) è stato un generale italiano, che fu il decimo Comandante generale della Regia Guardia di Finanza, ricoprendo tale incarico dal 1 settembre 1938 al 25 gennaio 1941.

## Biografia
Nacque a Torino il 26 gennaio 1878. Arruolato nel Regio Esercito frequentò la Regia Accademia Militare di Artiglieria e Genio di Torino uscendone il 30 ottobre 1896 con il grado di sottotenente, e poi dalla Scuola di applicazione d'arma di Torino ottenendo il grado di tenente l'8 agosto 1899. Prestò servizio inizialmente presso il 5º Reggimento genio, la Brigata ferrovieri e la stessa Accademia militare di Torino.
Superato quindi, classificandosi primo, il corso della Scuola di guerra, tenne il comando di truppe presso il Reggimento ferrovieri ed assolse importanti incarichi presso il Ministero della Guerra-Divisione di Stato Maggiore, venendo promosso capitano il 30 settembre 1910.
Durante la prima guerra mondiale, fu dapprima addetto al Comando Supremo e poi Capo di stato maggiore della 37ª Divisione. Nel corso del conflitto venne promosso maggiore il 16 dicembre 1915, tenente colonnello il 25 febbraio 1917, e colonnello il 6 dicembre 1918. Dopo la guerra, diresse successivamente l'Ufficio reclutamento dello Stato maggiore del Regio Esercito, il comando del 2º Raggruppamento e del 3º Reggimento genio, fu Capo di stato maggiore del Corpo d'armata di Roma.
Promosso generale di brigata, da 25 febbraio 1931 al 5 settembre 1934, comandò il genio del Corpo d'armata di Firenze. Generale di divisione dal 5 settembre 1934, fu a disposizione del Corpo d'armata di Firenze fino al 16 settembre 1934, quando passò al comando della 17ª Divisione fanteria "Rubicone". Il 1 luglio 1937 fu elevato al rango di generale di corpo d'armata e tornò al Ministero della Guerra, per assolvervi incarichi speciali.
Il 1º settembre 1938 assunse il Comando della Regia Guardia di Finanza che mantenne fino al 25 gennaio 1941, in piena seconda guerra mondiale, allorché fu collocato in posizione ausiliaria per raggiunti limiti di età.
Il periodo del suo comando fu caratterizzato da numerosi provvedimento diretti al maggiore potenziamento di tutti i servizi del Corpo, tra i quali quelli, allora in pieno sviluppo, in Albania ed in Africa Orientale Italiana.
In particolare, furono provocate nuove disposizioni sul reclutamento degli ufficiali di complemento e modificate quelle sull'avanzamento dei sottufficiali e dei militari di truppa. Nello stesso periodo furono approvati il progetto e la spesa per la costruzione della caserma destinata alla nuova Accademia del Corpo, della quale ebbero anche inizio i lavori. 
Si spense a Roma il 3 febbraio 1968.

### Fonti
1. 1 2 3 4 5 6 7 8  Guardia di Finanza.
2. 1 2 3 4  Generals.
3. 1 2 3 4  Comando Supremo.